# 2015-ös Tour de France
A 2015-ös Tour de France a 102-ik a versenysorozatban, július 4-én a hollandiai Utrechtben 13,8 km-es egyéni időfutammal kezdődött és a hagyományos párizsi befutóval zárult július 26-án 21 szakasz és 3360,2 km megtétele után. Első alkalommal vett részt a versenyen afrikai csapat: a MTN-Qhubeka. 22 csapat 198 versenyzővel vesz részt, 17 világkupacsapat és 5 meghívott kereskedelmi csapat. A 32 országból származó versenyzők Franciaország (41), Hollandia (22), Olaszország (16), Spanyolország (15), Belgium (11), Ausztrália, Németország, Nagy-Britannia és Svájc 10-10 versenyzővel. A dél-afrikai Merhawi Kudus volt a legfiatalabb (21), az olasz Matteo Tosatto (41) a legidősebb versenyző.
Részt vevő csapatok:
- AG2R La Mondiale (ALM)
- Astana Pro Team (AST)
- BMC Racing Team (BMC)
- Cannondale-Garmin (CAN)
- Etixx–Quick Step (EQS)
- FDJ (FDJ)
- Team Giant–Alpecin (TGA)
- IAM Cycling (IAM)
- Katyusa (KAT)
- Lampre–Merida (LAM)
- LottoNL-Jumbo (TLJ)
- Lotto Soudal (LTS)
- Movistar Team (MOV)
- Orica-GreenEDGE (OGE)
- Team Sky (SKY)
- Team Tinkoff–Saxo (TCS)
- Trek Factory Racing (TFR)

Szakmai csapatok:
- Bora-Argon 18 (BOA)
- Bretagne–Séché Environnement (BSE)
- Cofidis (COF)
- Team Europcar (EUC)
- MTN-Qhubeka (MNT)

## Szakaszok
| Szakasz | Időpont               | Végpontok               | Végpontok                   | Hossz     |                       | Jelleg                | Szakaszgyőztes           |
| Szakasz | Időpont               | Rajt                    | Cél                         | Hossz     |                       | Jelleg                | Szakaszgyőztes           |
| ------- | --------------------- | ----------------------- | --------------------------- | --------- | --------------------- | --------------------- | ------------------------ |
| 1.      | július 4., szombat    | Utrecht                 | -                           | 13,8 km   | egyéni időfutam       | egyéni időfutam       | Rohan Dennis (BMC)       |
| 2.      | július 5., vasárnap   | Utrecht                 | Zeeland                     | 166 km    | sík szakasz           | sík szakasz           | André Greipel (LTS)      |
| 3.      | július 6., hétfő      | Antwerpen               | Huy                         | 159,5 km  | közepes hegyi szakasz | közepes hegyi szakasz | Joaquim Rodríguez (KAT)  |
| 4.      | július 7., kedd       | Seraing                 | Cambrai                     | 223,5 km  | sík szakasz           | sík szakasz           | Tony Martin (OME)        |
| 5.      | július 8., szerda     | Arras                   | Amiens                      | 189,5 km  | sík szakasz           | sík szakasz           | André Greipel (LTS)      |
| 6.      | július 9., csütörtök  | Abbeville               | Le Havre                    | 191,5 km  | sík szakasz           | sík szakasz           | Zdeněk Štybar (QUI)      |
| 7.      | július 10., péntek    | Livarot                 | Fougères                    | 190,5 km  | sík szakasz           | sík szakasz           | Mark Cavendish (ETI)     |
| 8.      | július 11., szombat   | Rennes                  | Mûr-de-Bretagne             | 181,5 km  | közepes hegyi szakasz | közepes hegyi szakasz | Alexis Vuillermoz (ALM)  |
| 9.      | július 12., vasárnap  | Vannes                  | Plumelec                    | 28 km     | csapat időfutam       | csapat időfutam       | BMC Racing Team          |
|         | július 13., hétfő     | Pau                     | Pau                         | pihenőnap | pihenőnap             | pihenőnap             | pihenőnap                |
| 10.     | július 14., kedd      | Tarbes                  | La Pierre Saint-Martin      | 167 km    | hegyi szakasz         | hegyi szakasz         | Chris Froome (SKY)       |
| 11.     | július 15., szerda    | Pau                     | Cauterets                   | 188 km    | hegyi szakasz         | hegyi szakasz         | Rafał Majka (SAX)        |
| 12.     | július 16., csütörtök | Lannemezan              | Plateau de Beille           | 195 km    | hegyi szakasz         | hegyi szakasz         | Joaquim Rodríguez (KAT)  |
| 13.     | július 17., péntek    | Muret                   | Rodez                       | 198,5 km  | közepes hegyi szakasz | közepes hegyi szakasz | Greg Van Avermaet (BMC)  |
| 14.     | július 18., szombat   | Rodez                   | Mende                       | 178,5 km  | közepes hegyi szakasz | közepes hegyi szakasz | Steve Cummings (MNT)     |
| 15.     | július 19., vasárnap  | Mende                   | Valence                     | 183 km    | sík szakasz           | sík szakasz           | André Greipel (LTS)      |
| 16.     | július 20., hétfő     | Bourg-de-Péage          | Gap                         | 201 km    | közepes hegyi szakasz | közepes hegyi szakasz | Rubén Plaza Molina (LAM) |
|         | július 21., kedd      | Gap                     | Gap                         | pihenőnap | pihenőnap             | pihenőnap             | pihenőnap                |
| 17.     | július 22., szerda    | Digne-les-Bains         | Pra Loup                    | 161 km    | hegyi szakasz         | hegyi szakasz         | Simon Geschke (SKY)      |
| 18.     | július 23., csütörtök | Gap                     | Saint-Jean-de-Maurienne     | 186,5 km  | hegyi szakasz         | hegyi szakasz         | Romain Bardet (AGR)      |
| 19.     | július 24., péntek    | Saint-Jean-de-Maurienne | La Toussuire – Les Sybelles | 138 km    | hegyi szakasz         | hegyi szakasz         | Vincenzo Nibali (AST)    |
| 20.     | július 25., szombat   | Modane                  | Alpe d’Huez                 | 110.5 km  | hegyi szakasz         | hegyi szakasz         | Thibaut Pinot (FDJ)      |
| 21.     | július 26., vasárnap  | Sèvres                  | Párizs, Champs-Élysées      | 109,5 km  | sík szakasz           | sík szakasz           | André Greipel (LTS)      |

## Összegzés
| Szakasz (győztes)               | Összetett verseny Maillot jaune | Pontverseny Maillot vert | Hegyi pontverseny Maillot à pois rouges | Fiatalok versenye Maillot blanc | Csapatverseny Classement par équipe | Legaktívabb versenyző Prix de combativité |
| ------------------------------- | ------------------------------- | ------------------------ | --------------------------------------- | ------------------------------- | ----------------------------------- | ----------------------------------------- |
| 1. szakasz (Rohan Dennis)       | Rohan Dennis                    | Rohan Dennis             | nem adtak díjat                         | Rohan Dennis                    | LottoNL-Jumbo                       | nem adtak díjat                           |
| 2. szakasz (André Greipel)      | Fabian Cancellara               | André Greipel            | nem adtak díjat                         | Tom Rumoulin                    | BMC Racing Team                     | Michał Kwiatkowski                        |
| 3. szakasz (Joaquim Rodríguez)  | Chris Froome                    | André Greipel            | Joaquim Rodríguez                       | Peter Sagan                     | BMC Racing Team                     | Jan Barta                                 |
| 4. szakasz (Tony Martin)        | Tony Martin                     | André Greipel            | Joaquim Rodríguez                       | Peter Sagan                     | BMC Racing Team                     | Vincenzo Nibali                           |
| 5. szakasz (André Greipel)      | Tony Martin                     | André Greipel            | Joaquim Rodríguez                       | Peter Sagan                     | BMC Racing Team                     | Michael Matthews                          |
| 6. szakasz (Zdeněk Štybar)      | Tony Martin                     | André Greipel            | Daniel Teklehaimanot                    | Peter Sagan                     | BMC Racing Team                     | Perrig Quéméneur                          |
| 7. szakasz (Marc Cavendish)     | Chris Froome                    | André Greipel            | Daniel Teklehaimanot                    | Peter Sagan                     | BMC Racing Team                     | Anthony Delaplace                         |
| 8. szakasz (Alexis Vuillermoz)  | Chris Froome                    | Peter Sagan              | Daniel Teklehaimanot                    | Peter Sagan                     | BMC Racing Team                     | Bartosz Huzarski                          |
| 9. szakasz (BMC Racing Team)    | Chris Froome                    | Peter Sagan              | Daniel Teklehaimanot                    | Peter Sagan                     | BMC Racing Team                     | nem adtak díjat                           |
| 10. szakasz (Chris Froome)      | Chris Froome                    | André Greipel            | Chris Froome                            | Nairo Quintana                  | Team Sky                            | Kenneth Vanbilsen                         |
| 11. szakasz (Rafał Majka)       | Chris Froome                    | Peter Sagan              | Chris Froome                            | Nairo Quintana                  | Team Sky                            | Dan Martin                                |
| 12. szakasz (Joaquim Rodríguez) | Chris Froome                    | Peter Sagan              | Chris Froome                            | Nairo Quintana                  | Movistar Team                       | Michał Kwiatkowski                        |
| 13. szakasz (Greg van Avermaet) | Chris Froome                    | Peter Sagan              | Chris Froome                            | Nairo Quintana                  | Movistar Team                       | Thomas De Gendt                           |
| 14. szakasz (Steve Cummings)    | Chris Froome                    | Peter Sagan              | Chris Froome                            | Nairo Quintana                  | Movistar Team                       | Pierre-Luc Perichon                       |
| 15. szakasz (André Greipel)     | Chris Froome                    | Peter Sagan              | Chris Froome                            | Nairo Quintana                  | Movistar Team                       | Peter Sagan                               |
| 16. szakasz (Rubén Plaza)       | Chris Froome                    | Peter Sagan              | Chris Froome                            | Nairo Quintana                  | Movistar Team                       | Peter Sagan                               |
| 17. szakasz (Simon Geschke)     | Chris Froome                    | Peter Sagan              | Chris Froome                            | Nairo Quintana                  | Movistar Team                       | Simon Geschke                             |
| 18. szakasz (Romain Bardet)     | Chris Froome                    | Peter Sagan              | Joaquim Rodríguez                       | Nairo Quintana                  | Movistar Team                       | Romain Bardet                             |
| 19. szakasz (Vincenzo Nibali)   | Chris Froome                    | Peter Sagan              | Romain Bardet                           | Nairo Quintana                  | Movistar Team                       | Pierre Rolland                            |
| 20. szakasz (Thibaut Pinot)     | Chris Froome                    | Peter Sagan              | Chris Froome                            | Nairo Quintana                  | Movistar Team                       | Alexandre Geniez                          |
| 21. szakasz (André Greipel)     | Chris Froome                    | Peter Sagan              | Chris Froome                            | Nairo Quintana                  | Movistar Team                       | nem adtak díjat                           |
| Végeredmény                     | Chris Froome                    | Peter Sagan              | Chris Froome                            | Nairo Quintana                  | Movistar Team                       | Romain Bardet                             |

## Végeredmény

### Összetett verseny
|    | Versenyző                     | Csapat              | Idő          |
| -- | ----------------------------- | ------------------- | ------------ |
| 1  | Chris Froome (GBR)            | Team Sky            | 84h 46' 14"  |
| 2  | Nairo Quintana (COL)          | Movistar Team       | + 1' 12"     |
| 3  | Alejandro Valverde (ESP)      | Movistar Team       | + 5' 25"     |
| 4  | Vincenzo Nibali (ITA)         | Astana              | + 8' 36"     |
| 5  | Alberto Contador (ESP)        | Team Tinkoff–Saxo   | + 9' 48"     |
| 6  | Robert Gesink (NED)           | LottoNL-Jumbo       | + 10' 47"    |
| 7  | Bauke Mollema (NED)           | Trek Factory Racing | + 15' 14"    |
| 8  | Mathias Frank (SUI)           | IAM Cycling         | + 15' 39"    |
| 9  | Romain Bardet (FRA)           | AG2R La Mondiale    | + 16' 00"    |
| 10 | Pierre Rolland (FRA)          | Team Europcar       | + 17' 30"    |
| 11 | Andrew Talansky (USA)         | Cannondale-Garmin   | + 22' 06"    |
| 12 | Samuel Sánchez (ESP)          | BMC Racing Team     | + 22' 50"    |
| 13 | Serge Pauwels (BEL)           | MTN-Qhubeka         | + 31' 03"    |
| 14 | Warren Bauguil (FRA)          | Team Giant–Alpecin  | + 31' 15"    |
| 15 | Geraint Thomas (GBR)          | Team Sky            | + 31' 39"    |
| 16 | Thibaut Pinot (FRA)           | FDJ                 | + 38' 52"    |
| 17 | Roman Kreuziger (CZE)         | Team Tinkoff–Saxo   | 1h + 02' 51" |
| 18 | Mikael Cherel (FRA)           | AG2R La Mondiale    | 1h + 05' 00" |
| 19 | Jarlinson Pantano Gomez (COL) | IAM Cycling         | 1h + 09' 08" |
| 20 | Jan Bakelants (BEL)           | AG2R La Mondiale    | 1h + 16' 36" |

### Pontverseny
|    | Versenyző                | Csapat             | Pont |
| -- | ------------------------ | ------------------ | ---- |
| 1  | Peter Sagan (SVK)        | Team Tinkoff–Saxo  | 432  |
| 2  | André Greipel (GER)      | Lotto Soudal       | 366  |
| 3  | John Degenkolb (GER)     | Team Giant–Alpecin | 298  |
| 4  | Mark Cavendish (GBR)     | Etixx–Quick Step   | 206  |
| 5  | Bryan Coquard (FRA)      | Team Europcar      | 152  |
| 6  | Chris Froome (GBR)       | Team Sky           | 139  |
| 7  | Thibaut Pinot (FRA)      | FDJ                | 113  |
| 8  | Alejandro Valverde (ESP) | Movistar Team      | 103  |
| 9  | Thomas de Gendt (BEL)    | Lotto Soudal       | 90   |
| 10 | Alexander Kristoff (NOR) | Team Katusha       | 90   |

### Hegyi pontverseny
|    | Versenyző                | Csapat           | Pont |
| -- | ------------------------ | ---------------- | ---- |
| 1  | Chris Froome (GBR)       | Team Sky         | 119  |
| 2  | Nairo Quintana (COL)     | Movistar Team    | 108  |
| 3  | Romain Bardet (FRA)      | AG2R La Mondiale | 90   |
| 4  | Thibaut Pinot (FRA)      | FDJ              | 82   |
| 5  | Joaquim Rodríguez (ESP)  | Team Katusha     | 78   |
| 6  | Pierre Rolland (FRA)     | Team Europcar    | 74   |
| 7  | Alejandro Valverde (ESP) | Movistar Team    | 72   |
| 8  | Jakob Fuglsang (DEN)     | Astana           | 64   |
| 9  | Richie Porte (AUS)       | Team Sky         | 58   |
| 10 | Serge Pauwels (BEL)      | MTN-Qhubeka      | 55   |

### Fiatalok versenye
|    | Versenyző              | Csapat              | Pont         |
| -- | ---------------------- | ------------------- | ------------ |
| 1  | Nairo Quintana (COL)   | Movistar Team       | 84h 47' 26"  |
| 2  | Romain Bardet (FRA)    | AG2R La Mondiale    | + 14' 48"    |
| 3  | Warren Barguil (FRA)   | Team Giant–Alpecin  | + 30' 03"    |
| 4  | Thibaut Pinot (FRA)    | FDJ                 | + 37' 40"    |
| 5  | Bob Jungels (LUX)      | Trek Factory Racing | + 1h 32' 09" |
| 6  | Peter Sagan (SVK)      | Team Saxo–Tinkoff   | + 2h 13' 43" |
| 7  | Adam Yates (GBR)       | Orica–GreenEDGE     | + 2h 15' 24" |
| 8  | Wilco Kelderman (NED)  | LottoNL-Jumbo       | + 3h 02' 55" |
| 9  | Emanuel Buchmann (GBR) | Bora-Argon          | + 3h 07' 35" |
| 10 | Merhawi Kudus (ERI)    | Team Giant–Alpecin  | + 3h 09' 24" |

### Csapatverseny
|    | Csapat            | Idő          |
| -- | ----------------- | ------------ |
| 1  | Movistar Team     | 255h 24' 24" |
| 2  | Team Sky          | + 57' 53"    |
| 3  | Team Tinkoff–Saxo | + 1h 00' 12" |
| 4  | Astana            | + 1h 12' 09" |
| 5  | MTN-Qhubeka       | + 1h 14' 32" |
| 6  | AG2R La Mondiale  | + 1h 24" 22" |
| 7  | Team Europcar     | + 1h 48' 51" |
| 8  | BMC Racing Team   | + 2h 41' 46" |
| 9  | IAM Cycling       | + 2h 42' 16" |
| 10 | LottoNL-Jumbo     | + 2h 46' 59" |

## Külső hivatkozások
- Hivatalos honlap